# 陳映蓉
陳映蓉（暱稱DJ，1980年10月3日—），台灣音樂錄影帶導演，元智大學資訊傳播學系畢業。2004年執導個人首部電影《十七歲的天空》，當年台北票房新台幣538萬元，並獲得年度台北排行第80名及國片第2名，僅輸給紀錄片《生命》。2008年，作品《女力》獲得第十屆台北電影獎劇情短片評審團特別獎。2019年執導台灣首部由Netflix斥重金製作的連續劇《罪夢者》，強勢主導編劇、導演、拍攝、美術、剪接，結果在播出之後劇集遭受廣泛批評，爾後無電影、連續劇作品。

## 作品

### 電影作品
- 2002年《Sorry Spy》（DV，15分鐘）
- 2004年《十七歲的天空》（35mm，93分鐘）
- 2005年《母老虎飛飛飛》（83分鐘）
- 2006年《國士無雙》（35mm，120分鐘）
- 2007年《女力》(30分鐘)[1]
- 2009年《台北異想 - 走夢人》（10分鐘）
- 2012年《騷人》（81分鐘）

### 電視作品
- 2019年《罪夢者》
- 2024年《女孩上場2》飾演 琪琪

### MV作品
- 林俊傑〈不為誰而作的歌〉
- 莫文蔚〈慢慢喜歡你〉
- 林俊傑〈偉大的渺小〉
- 張惠妹〈連名帶姓〉
- 張信哲〈逃生〉
- 張信哲〈最好的時光〉
- 范曉萱＆100%〈幽默感〉
- 曹格〈荒谬英雄〉
- 林俊傑〈以後要做的事〉
- 李健〈異鄉人〉
- 羅文裕〈全世界的孤單〉
- 李佳薇〈像天堂的懸崖〉
- 李佳薇〈忍不住想念〉
- 孫盛希 〈GIRLS〉
- 林俊傑〈可惜没如果〉
- 郭采潔〈Bird n'Tree〉
- 林俊傑〈Too Bad〉
- 田馥甄〈餘波盪漾〉
- 容祖兒〈第一百個我〉
- 吳汶芳〈孤獨的總和〉
- 郭采潔〈愛造飛雞〉
- 李榮浩〈流行歌曲〉
- 羅志祥〈致命傷〉
- 許光漢〈別再想見我〉

## 外部連結
- YouTube上的陳映蓉(DJ CHEN)作品集播放列表
- 台灣電影網-陳映蓉[永久]
- 陳映蓉在互联网电影资料库（IMDb）上的資料（英文）
- 在AllMovie上陳映蓉的頁面（英文）
- 陳映蓉在香港影庫上的簡介
- 陳映蓉在豆瓣上的资料（简体中文）
- 陳映蓉在时光网上的簡介（简体中文）